# Babina chapaensis
Babina chapaensis es una especie de anfibio anuro de la familia Ranidae.

## Distribución geográfica
Esta especie se encuentra:
- en Vietnam, en las provincias de Lào Cai, Hà Giang, Bắc Giang, Hà Tĩnh, Kon Tum, Gia Lai, k Lắk y Hòa Bình;
- en Laos en las provincias de Xieng Khouang y Saravane.[3]

## Etimología
El nombre de la especie está compuesto de chapa y del sufijo latino -ensis que significa "que vive, que habita", y le fue dado en referencia al lugar de su descubrimiento, Chapa, en lo sucesivo llamado Sa Pa, en la provincia de Lào Cai, en el norte de Vietnam.

## Publicación original
- Bourret, 1937 : Notes herpétologiques sur l'Indochine française. XIV. Les batraciens de la collection du Laboratoire des Sciences Naturelles de l'Université. Descriptions de quinze espèces ou variétés nouvelles. Annexe Bulletin de l'Institut publique Hanoi, p. 5-56.[4]